# Josep Asens Huguet
Josep Asens Huguet (Alforja, 1923 - Reus, 2015) va ser un sacerdot català i un lluitador antifranquista.
Va estudiar al seminari de Tarragona i va ser ordenat sacerdot el 1950. Vicari de la parròquia de Sant Pere de Reus, es va destacar per les seves activitats d'integració d'immigrants a la ciutat en la dècada del 1950-1960. Membre de la Germandat Obrera d'Acció Catòlica (GOAC) i adscrit després a diverses parròquies reusenques, va ser un membre destacat en la formació de Comissions Obreres a Reus i al Baix Camp, i més endavant en la creació de la Comissió Democràtica del Baix Camp, i la consolidació a la comarca del MSC vinculat a Joan Reventós i del PSUC. Participà activament en l'Assemblea de Catalunya. També va participar en moltes activitats del Centre de Lectura.
L'any 2000 l'Ajuntament de Reus li va concedir la Medalla d'Or de la ciutat.